# Fred Williams (Künstler)

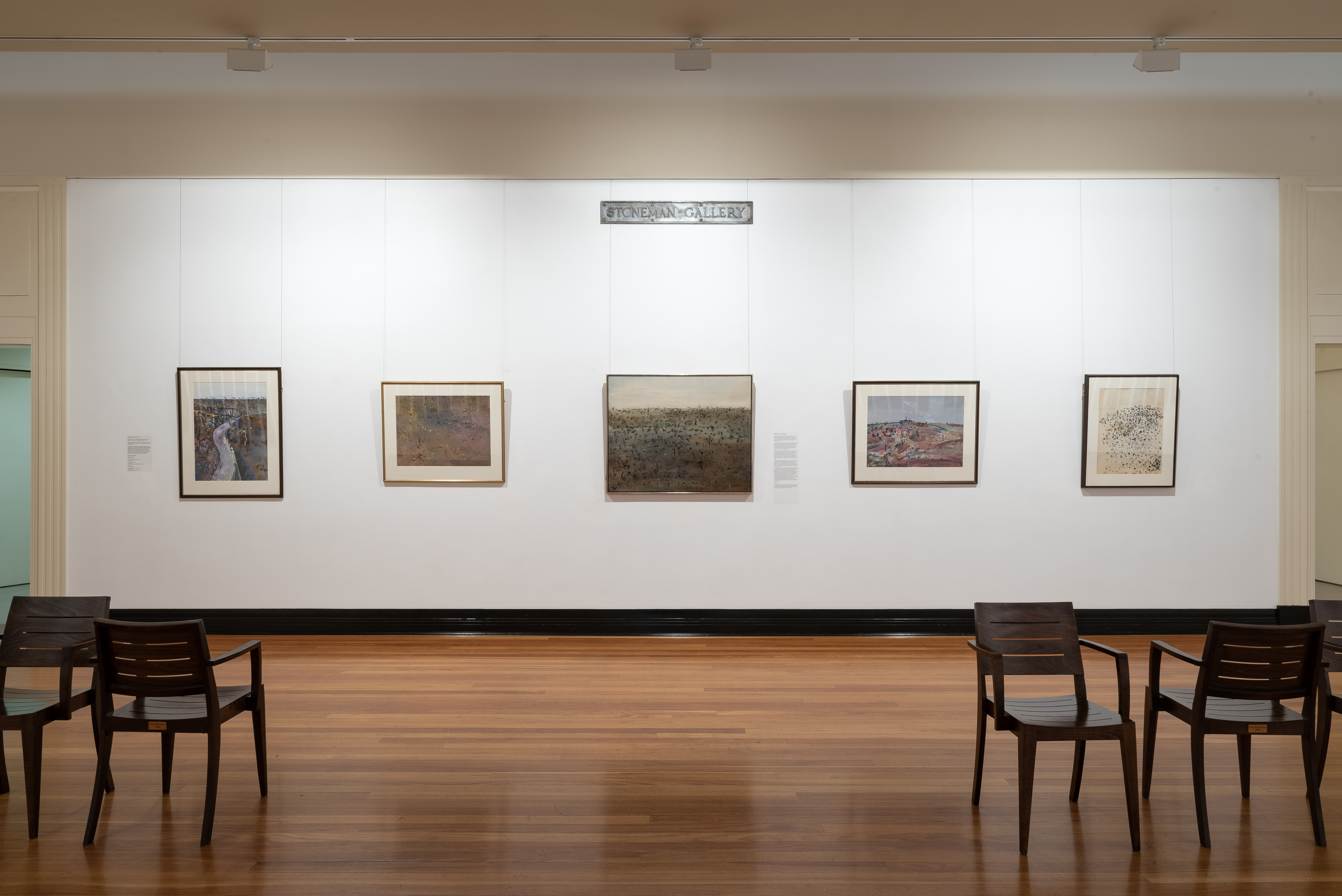
Arbeiten auf Papier von Fred Williams in der Stoneman Gallery, Castlemaine Art Museum, 2023

Frederick Ronald „Fred“ Williams (* 23. Januar 1927 in Richmond, Melbourne; † 22. April 1982 in Hawthorn, Melbourne) war ein australischer Maler und Grafiker. Er war einer der wichtigsten australischen Künstler und berühmt für seine einzigartigen Darstellungen der australischen Landschaft.

## Leben
Geboren 1927 in Richmond, Melbourne, als drittes Kind von Albert Augustus Williams und Florence Myrtle Phillips, entschied er schon früh, Künstler zu werden. Nach einer Ausbildung als Ladenbauer besuchte er ab 1943 Abendkurse in Zeichnen an der Kunstschule der National Gallery of Victoria. Dort erlernte er traditionelle Maltechniken, insbesondere unter der Leitung von William Dargie.
Nach seinem Studium an der National Gallery Art School in Melbourne und Privatunterricht an der George Bell Art School in den 1940er Jahren reiste Fred Williams 1951 nach London. Inspiriert vom Straßenleben und den Music Halls, die er dort kennenlernte, schuf Williams eine Reihe von Radierungen mit figürlichen Motiven, die den Einfluss von Walter Sickert und Honoré Daumier widerspiegeln. Zwischen 1953 und 1956 schuf er eine Serie von 53 Radierungen über das Londoner Musiktheater.
Durch häufige Museumsbesuche wurde er mit der modernen und zeitgenössischen Kunst Europas vertraut, insbesondere mit den Werken von Paul Cézanne, Pierre Matisse und den Kubisten, was seine ständige Suche nach formaler Erneuerung förderte. 1956 kehrte Fred Williams aus gesundheitlichen Gründen nach Australien zurück. Die Landschaft des Landes inspirierte ihn, sie zum Thema seiner Kunst zu machen. Seit 1957 stellte er regelmäßig aus.
1960 lernte Fred Williams während seines Studiums in Sherbrooke Lyn Watson kennen. Sie heirateten im März 1961 und zogen in den Vorort South Yarra. Sie bekamen drei Töchter: Isobel, Louise und Kate. 1963 zog das Paar nach Upwey in den Dandenong Ranges bei Melbourne, ein Ort, der sein Werk entscheidend prägen sollte. 1964 reisten sie mit einem Helena-Rubenstein-Stipendium durch Europa. 1969 zog Williams nach Hawthorn, einem Vorort von Melbourne.
In dieser Zeit entwickelte Fred Williams seine charakteristischen Landschaftsdarstellungen, die oft flache, weite Flächen ohne klaren Horizont zeigen. Diese Werke, oft in Öl auf Tempera gemalt, zeigen subtile Farbschichtungen und eine detaillierte Darstellung der australischen Landschaft, die in ihrer Einfachheit und geometrischen Präzision revolutionär war.
Fred Williams war nicht nur ein innovativer Maler, sondern auch ein produktiver Grafiker. Er schuf etwa 400 Druckgrafiken, darunter 239 Landschaftsradierungen, die sich durch ihre markante, abstrakte Darstellung der australischen Landschaft auszeichnen. Seine Radierungen hatten großen Einfluss auf seine Malerei, insbesondere in den minimalistischen Landschaftsbildern der späten 1960er Jahre.
In den 1970er Jahren experimentierte Fred Williams mit helleren Farben und entwickelte ein stärkeres Gespür für die Zeichnung. Seine späten Werke wie die Serien Weipa und Pilbara entstanden nach Reisen in entlegene australische Bergbaugebiete. Diese Bilder zeigen oft Landschaften aus der Vogelperspektive in leuchtenden Farben und außergewöhnlicher Klarheit. Fred Williams war 1977 der erste australische Künstler, der eine Einzelausstellung im Museum of Modern Art in New York hatte. 
Er starb am 22. April 1982 im Alter von 55 Jahren an Krebs.

## Werk
Fred Williams war ein Maler und Grafiker, dessen einzigartige Vision die Art und Weise, wie viele Australier die Landschaft wahrnehmen, verändert hat. Er betrachtete sein Sujet als Inspiration für formale Erfindungen und sagte, „er wolle eher das darunter liegende Knochengerüst als die Oberflächenhaut des australischen Kontinents darstellen.“ Fred Williams verfügte über eine umfassende Kenntnis der westlichen Kunst und war bestrebt, seine australischen Werke mit diesen breiteren Traditionen zu verbinden.
Als Fred Williams 1957 von London nach Australien zurückkehrte, wurde er mit dem Licht, der Weite und der rauen Schönheit der australischen Umwelt konfrontiert, die ihn dazu inspirierten, sich auf die Landschaftsmalerei zu konzentrieren. Er begann Bilder zu malen, in denen er die Symmetrie und räumliche Mehrdeutigkeit von Eukalyptusbäumen untersuchte, was zu einer zunehmend abstrakten Serie von Aquarellen, Gemälden und Drucken von Bäumen in den Dandenong Ranges östlich von Melbourne führte.
Fred Williams entwickelte einen individuellen Ansatz, bei dem er die Formen auf eine Reihe abstrakter Motive reduzierte, insbesondere in seinen You Yangs-Landschaften. Im Winter 1962 besuchte er zum ersten Mal die You Yangs. Die You Yangs sind eine Reihe von Granitfelsen, die sich bis zu 319 m über die flache und niedrige Werribee Plain im südlichen Victoria, Australien, erheben. Vor Ort hielt er seine Beobachtungen in Aquarellfarben fest und entwickelte diese Studien in seinem Atelier zu einer Serie radikal abstrakter Gemälde weiter. Die You Yangs Bilder von 1963 verkörpern Williams’ ganz eigene Auffassung von Landschaft, die ein Gefühl von Weite mit reduzierten geometrischen Formen verbindet. Die Bildebene ist geneigt und als unstrukturierter Raum dargestellt, in dem gestische abstrakte Markierungen und filigran gepunktete Flächen dazu dienen, die Landschaft mit ihren verstreuten Bäumen, Felsen und Zäunen in verkürzter Form wiederzugeben.
In den 1970er Jahren interessierte sich Fred Williams für Flüsse und Meereslandschaften und experimentierte mit einem Streifenformat, das sich aus der Beobachtung der Landschaft in Relation zum Horizont ergab. 1979 besuchte er die Lal Lal Falls westlich von Melbourne in der Nähe von Ballarat und malte das Waterfall Polyptychon 1979, das die monumentale, dunkel indigoblaue Form und die spektakulären Ausmaße des Wasserfalls neu erfindet, um sein Motiv als wundersames Element in der felsigen Landschaft darzustellen.
Wie bei anderen Gemälden aus Williams’ Wasserfallserie stammen die wichtigsten Einflüsse von Cézannes späten Gemälden des Steinbruchs von Bibémus und aus der australischen Kunstgeschichte, insbesondere von Eugene von Guérards Waterfall, Strath Creek, 1862.
Fred Williams arbeitete mit dem in Australien vorherrschenden Landschaftsgenre und entwickelte das Erbe des australischen Impressionismus der Heidelberg School des späten 19. Jahrhunderts weiter, indem er es in die Moderne überführte. In der Entwicklung der australischen Moderne des 20. Jahrhunderts positionierte er sich als „Bindeglied zwischen Sidney Nolan und Russell Drysdale: Nolan das Irrationale, Drysdale das Formale“.
Im Laufe seiner Karriere hatte Fred Williams mehr als siebzig Einzelausstellungen in australischen Galerien sowie die Ausstellung Fred Williams – Landscapes of a Continent im Museum of Modern Art in New York im Jahr 1977. Seine Werke sind in bedeutenden australischen und internationalen Sammlungen vertreten, darunter das Metropolitan Museum of Art und das Museum of Modern Art in New York sowie die Tate Gallery in London.